# Hordes of Chaos
Hordes of Chaos ist das zwölfte Studioalbum der deutschen Thrash-Metal-Band Kreator. Es erschien am 16. Januar 2009 via SPV. Das Album erreichte Platz 16 der deutschen Albumcharts. Zum ersten Mal gelang der Band der Sprung in die US-amerikanischen Albumcharts.

## Entstehung
Bereits nach der Veröffentlichung des Vorgängeralbums Enemy of God begann der Sänger und Gitarrist Mille Petrozza mit den Arbeiten am neuen Album. Das erste fertiggestellte Lied war das Titelstück „Hordes of Chaos“. Nachdem Petrozza die ersten vier Lieder fertiggestellt hatte, nahm er in Wuppertal zusammen mit Tim Schuldt, den Petrozza während der Produktion eines Albums der Band The Spook kennengelernt hatte, ein Demo auf. Schuldt produzierte das Demo und programmierte dabei den Drumcomputer. Der Songwritingprozess zog sich über einen längeren Zeitraum hin, da die Band zahlreiche Tourneen und Festivalauftritte absolvierte. Darüber hinaus nahmen die Arbeiten an der im Jahre 2008 erschienenen DVD „At the Pulse of Kapitulation - Live in East Berlin 1990“ mehr Zeit in Anspruch als geplant.
Nach Petrozzas Aussage sind die neuen Lieder für das Album vom Aufbau her relativ untypisch für Kreator, da sich die Musik am Text orientiert und nicht umgekehrt. Sämtliche Texte und die Musik wurden von Mille Petrozza geschrieben. Der zweite Gitarrist Sami Yli-Sirniö übernahm einige Arrangements und schrieb die Gesangslinie des Liedes „Amok Run“. Die ersten gemeinsamen Proben für das neue Material fanden erst im Frühjahr 2008 statt. Insgesamt wurden zwölf Lieder geschrieben, von denen jedoch nur zehn für das Album aufgenommen wurden. Grund hierfür waren die Texte der Lieder, die laut Petrozza „totaler Blödsinn“ waren. Unter den zehn Liedern des Albums befindet sich mit „Corpses of Liberty“ ein Instrumental.
Als Produzenten wählte die Band Moses Schneider aus, der sich als Produzent von Alternative-Rock-Bands wie Tocotronic und den Beatsteaks einen Namen machte. Laut Petrozza ist Schneider derzeit „der beste Mann, den es momentan für analoge Aufnahmen gibt“. Für Schneider war es die erste Zusammenarbeit mit einer Metalband. Um unvoreingenommen die Produktion anzugehen hat sich Schneider bewusst nicht vorher mit der Musik von Kreator vertraut gemacht. Die Aufnahmen fanden in den Berliner Tritonus-Studios statt. Schneider baute vor den Aufnahmen das größte Mikrofon der Welt, welches er „Smokehead“ (engl.: Rauchkopf) nannte.

„Normalerweise packt man die Mikrofone direkt an den Verstärker oder an die Trommel. Wir wollten aber auch das aufnehmen, was einen Meter dahinter stattfindet. Deswegen haben wir die Band im Kreis aufgebaut, damit es sozusagen einen Brennpunkt gibt. In der Mitte ist es am lautesten, und da musste der Smokehead stehen.“

Zum ersten Mal seit dem Album „Pleasure to Kill“ (erschienen 1986) nahm die Band wieder ein Album unter Livebedingungen auf. Dabei wurde jedes Lied bis zu zehn Mal gespielt und mit einer analogen Bandmaschine aufgenommen. Schließlich wurden die besten Takes für das Album verwendet. Auf moderne Aufnahmetechniken wie Pro Tools wurde bewusst verzichtet. Lediglich der Gesang und die Soli wurden später aufgenommen.
Neben den zehn Liedern des Albums nahm die Band noch Coverversionen der Lieder „You Are (The Government)“ von Bad Religion sowie „Alle gegen Alle“ von der Band Slime auf. Bei letzterem Lied wurden Kreator von den Musikern Thorsten Nagelschmidt von Muff Potter sowie von Thees Uhlmann (Tomte) unterstützt. Während der Aufnahmen wurde unter der Regie der Berliner Filmemacherin Stephanie von Beauvais ein „Making-of“-Video gedreht.
Für das Titellied drehte die Band am 2. November 2008 in Berlin ein Musikvideo. Regie führte dabei Joern Heitmann. Für das Video wurden zwei Versionen geschnitten. Gemischt wurde Hordes of Chaos von Colin Richardson in den Londoner Miloco Studios. Das Mastering übernahm Ted Jensen im Studio Sterling Sound in New York City. Das Albumcover entwarf Joachim Luetke, der schon das Artwork für Enemy of God erstellte und schon für Bands wie Dimmu Borgir, Arch Enemy und Rage arbeitete.

## Hintergrund
Der Albumtitel Hordes of Chaos beschreibt laut Petrozza den Zustand der Welt im Jahre 2008, in dem das Album geschrieben wurde.

„Hordes of Chaos ist ein realistisches Spiegelbild unserer Zeit, in der es die alten Blöcke in Ost und West nicht mehr gibt. Heute kämpft politisch betrachtet jeder gegen jeden. Es herrscht Chaos. Unser Album ist eine Warnung an die kommenden Generationen. Lasst euch nicht von den Lügen eurer Regierungen verarschen, sondern sucht einen eigenen Weg im Leben. Das ist die Grundaussage.“

In „Amok Run“ geht es um einen Amerikaner, der bei YouTube zunächst einen Abschiedsbrief hinterlässt und danach Amok läuft. Der Text zu diesem Lied enthält teilweise ganze Sätze des Amokläufers. Das Lied „Destroy What Destroys You“ bezieht sich auf das Ton-Steine-Scherben-Lied „Macht kaputt, was euch kaputt macht“. Zeitweise war „Destroy What Destroys You“ als Albumtitel im Gespräch. Der Text zu „Absolute Misanthropy“ ist vom Gaspar-Noé-Film „Menschenfeind“ beeinflusst. „To the Afterborn“ lehnt sich an die „Dreigroschenoper“ von Bertolt Brecht an, während „Radical Resistance“ von den Aufständen in den Pariser Vororten handelt. Des Weiteren beinhalten die Texte Zitate von Künstlern wie R.E.M., Rio Reiser und Tocotronic.

## Versionen
Neben der regulären CD gibt es eine limitierte Version, der einen DVD beigefügt ist. Die DVD enthält ein Making-of-Video, Liveaufnahmen der Lieder „Awakening of the Gods“ und „Coma of Souls“ (beide während des Summer-Breeze-Festivals 2006 aufgenommen) sowie das Musikvideo zum Titellied. Durch einen technischen Fehler sind die beiden beim Summer Breeze aufgezeichneten Videos nicht abspielbar. Kreators Plattenfirma SPV stellte beiden Videos daraufhin zum freien Download auf ihrer Homepage zur Verfügung.

## Rezeption
Hordes of Chaos wurde von der Fachpresse mit hervorragenden Kritiken bewertet, wenngleich es auch einige negative Stimmen gab.
Die deutschen Magazine Rock Hard und Metal Hammer kürten Hordes of Chaos zum „Album des Monats“. Der Rock-Hard-Autor Andreas Himmelstein lobte das Album als „nahezu perfekte Symbiose aus spielerischem Anspruch mit Verzicht auf übertriebene Selbstdarstellung“ und vergab 9,5 von 10 möglichen Punkten. Laut Anzo Sadoni vom Metal Hammer vereint das Album „alle Trademarks, die die Truppe auszeichnen und sie bei den Fans in Deutschland und auf der ganzen Welt so beliebt machen“. Sadoni gab dem Album sechs von sieben möglichen Punkten. Bei Powermetal.de erhielt das Album 9 von 10 Punkten, Redakteur Peter Kubasch begründete sein Urteil „Metal in Reinform“ u. a. mit der Gitarrenarbeit von Sami Yli-Sirniö sowie damit, dass das Album „zu gleichen Teilen eine Rückbesinnung auf alte Tugenden, wie es ein Schritt in die Zukunft“ sei. Die für Kreator traditionell typische Botschaft „Wut, Widerstand, Wachrütteln“ habe durch das größte Experiment des genrefremden Produzenten einen Sound gefunden, der diese „perfekt transportiert“.
Im Gegensatz dazu ist Hordes of Chaos laut Metal.de-Mitarbeiter Eckart ein „lupenreines Thrash-Metal-Album, welches jedoch in einigen Moment etwas undurchsichtig geraten ist und die Klasse der Vorgängeralben nicht erreicht“. Er gab dem Album sieben von zehn möglichen Punkten. Auch Markus Grunow vom Onlinemagazin Metalnews.de zeigte sich mit 4,5 von sieben Punkten weniger begeistert. Er bemängelte in seiner Rezension, dass das Album „zu brav eingespielt wurde“, keinen Ohrwurm beinhaltet und generell zu kurz wäre.

## Chartplatzierungen
| ChartsChartplatzierungen       | Höchstplatzierung | Wochen |
| ------------------------------ | ----------------- | ------ |
| Deutschland (GfK)              | 16 (10 Wo.)       | 10     |
| Österreich (Ö3)                | 33 (2 Wo.)        | 2      |
| Schweiz (IFPI)                 | 57 (1 Wo.)        | 1      |
| Vereinigte Staaten (Billboard) | 165 (1 Wo.)       | 1      |

In den USA verkaufte sich das Album in der ersten Woche etwa 2.800 Mal und belegte Platz 165 in den dortigen Albumcharts.

## Bedeutung
Das deutsche Magazin Visions führte im Frühjahr 2017 das Album in ihrer Liste der 66+6 besten Metal-Alben des dritten Jahrtausends.